# Porrúa
Porrúa es una parroquia del concejo de Llanes, en el Principado de Asturias. Tiene una población de 408 habitantes (INE 2006) repartidos en 222 viviendas y 9,45 km². Está situada a 3,5 km de la capital del concejo. Se celebra la festividad patronal de San Julián y Santa Basilisa, siendo la fiesta grande San Justo y San Pastor celebrada el segundo domingo de agosto. También tiene lugar El Mercáu Tradicional de Porrúa, pionero en este tipo de eventos y manifestación de la artesanía, la música, el folclore y la etnografía de la zona.
Porrúa cuenta asimismo con una feria de ganado anual, un museo etnográfico, una asociación cultural y una bolera cubierta única en la región.
Es el único núcleo de población de la parroquia. Con 400 habitantes, es uno de los pueblos de más destacada personalidad de todo el concejo de Llanes. Famoso por haber dado nombre al traje de varón tradicional de la zona (porruano), y por sus quesos, mantuvo, a lo largo de su historia, formas organizativas y tradiciones que aún perviven. 
Se sitúa a 4 kilómetros al suroeste de Llanes. Su situación privilegiada,dentro del concejo de Llanes, con más de treinta playas de fina arena, enclavadas en lugares de gran belleza natural, unido a su cercanía a los Picos de Europa y a su valioso patrimonio cultural, han convertido este concejo en cita obligada para miles de visitantes que, año tras año, se acercan a esta tierra para disfrutar de su gastronomía, folclore y del trato con sus gentes. 
En la plaza pública denominada Campo San Julián (denominación que alude al patronazgo de dicho santo, de posible origen altomedieval), conocida también como La Bolera, por estar en ella la única bolera cubierta (modalidad bolo-palma) de la comarca, están situados además de la Iglesia (1905-1906), la Escuela (1924), y el Casino-Biblioteca (1928). Contiguo a dicha plaza, con entrada por la misma, se encuentra el Museo Etnográfico del Oriente de Asturias, de ámbito comarcal. 
El clima es templado, con oscilaciones térmicas bastante moderadas; esto se refleja en veranos e inviernos suaves con unas medias que superan los 17 °C en verano y los 8'5 °C en invierno. 
En el año 2005, esta parroquia recibió el Premio Príncipe de Asturias al Pueblo Ejemplar y en el año 2008 fue Pueblo cultural de Europa.

## Galería de imágenes

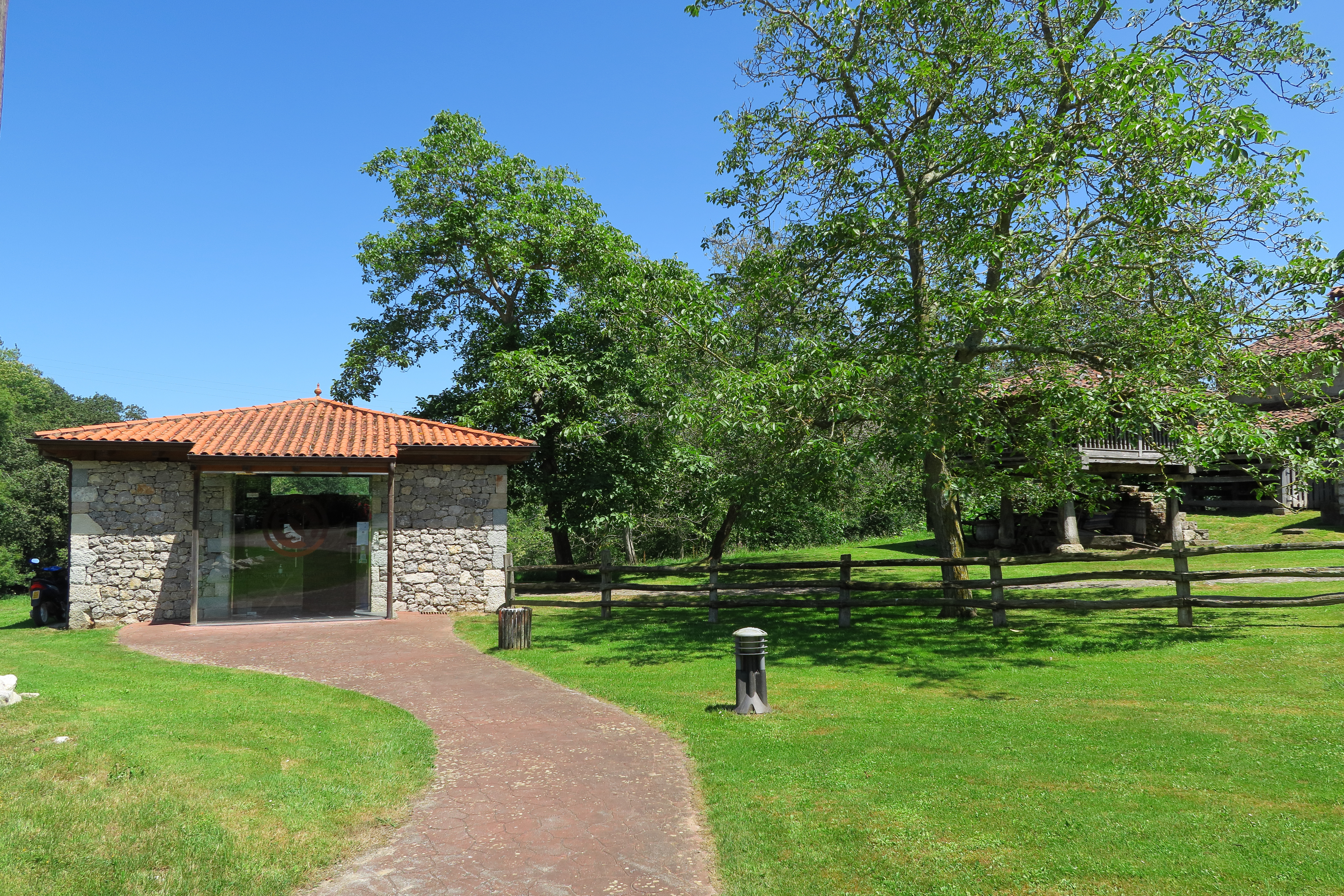
Museo Etnográfico del Oriente de Asturias
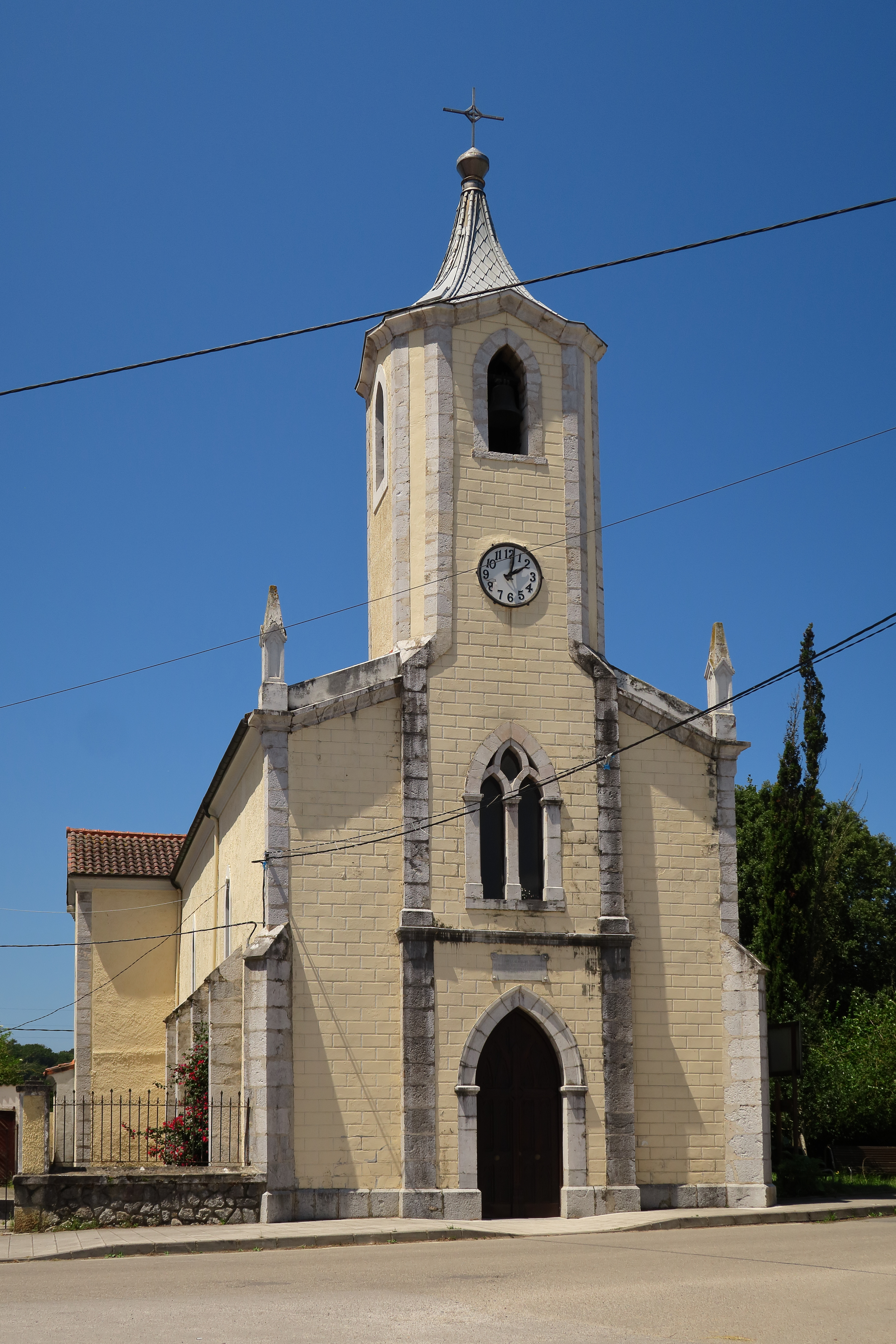
Iglesia de San Julián y Santa Basilisa
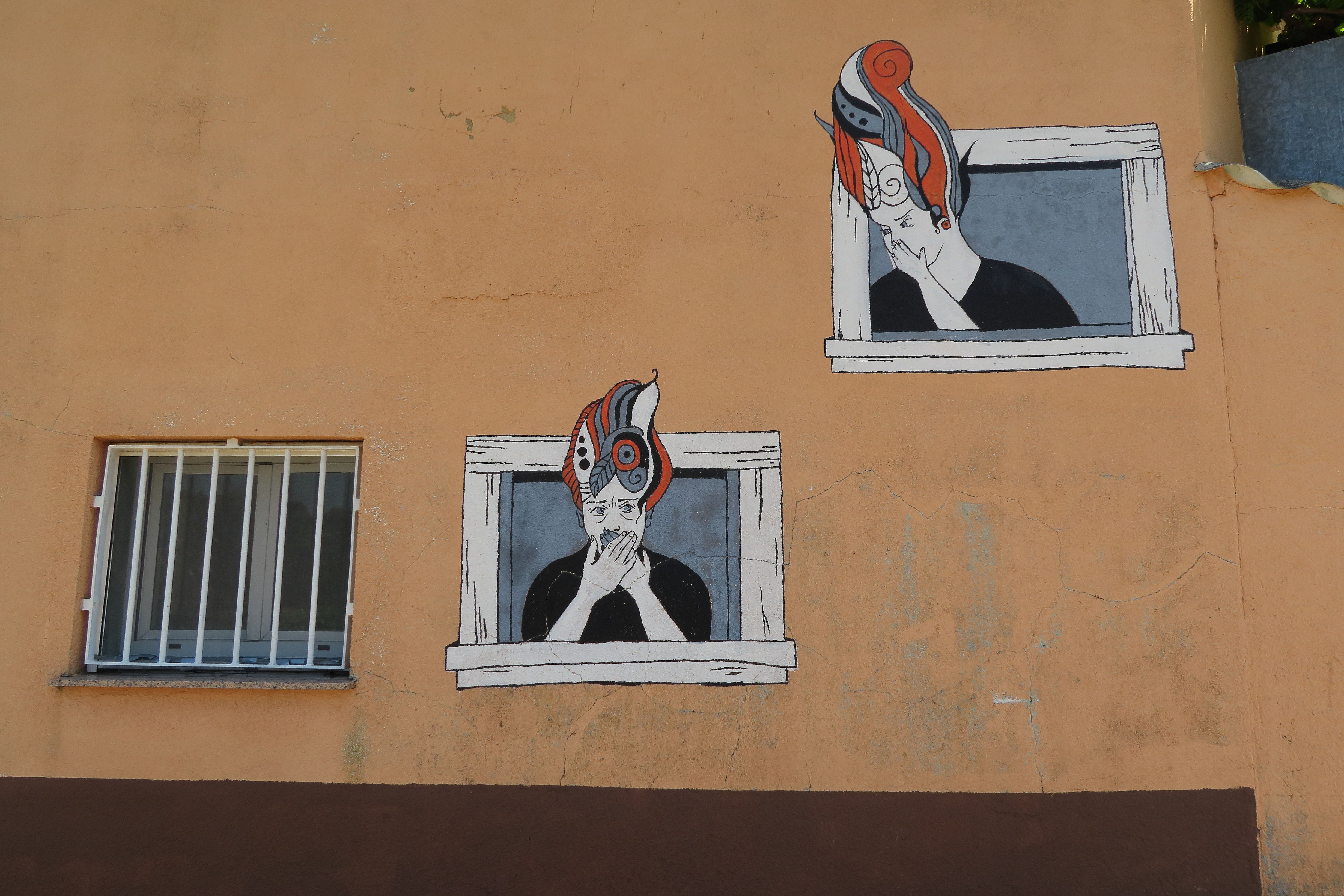
Graffiti
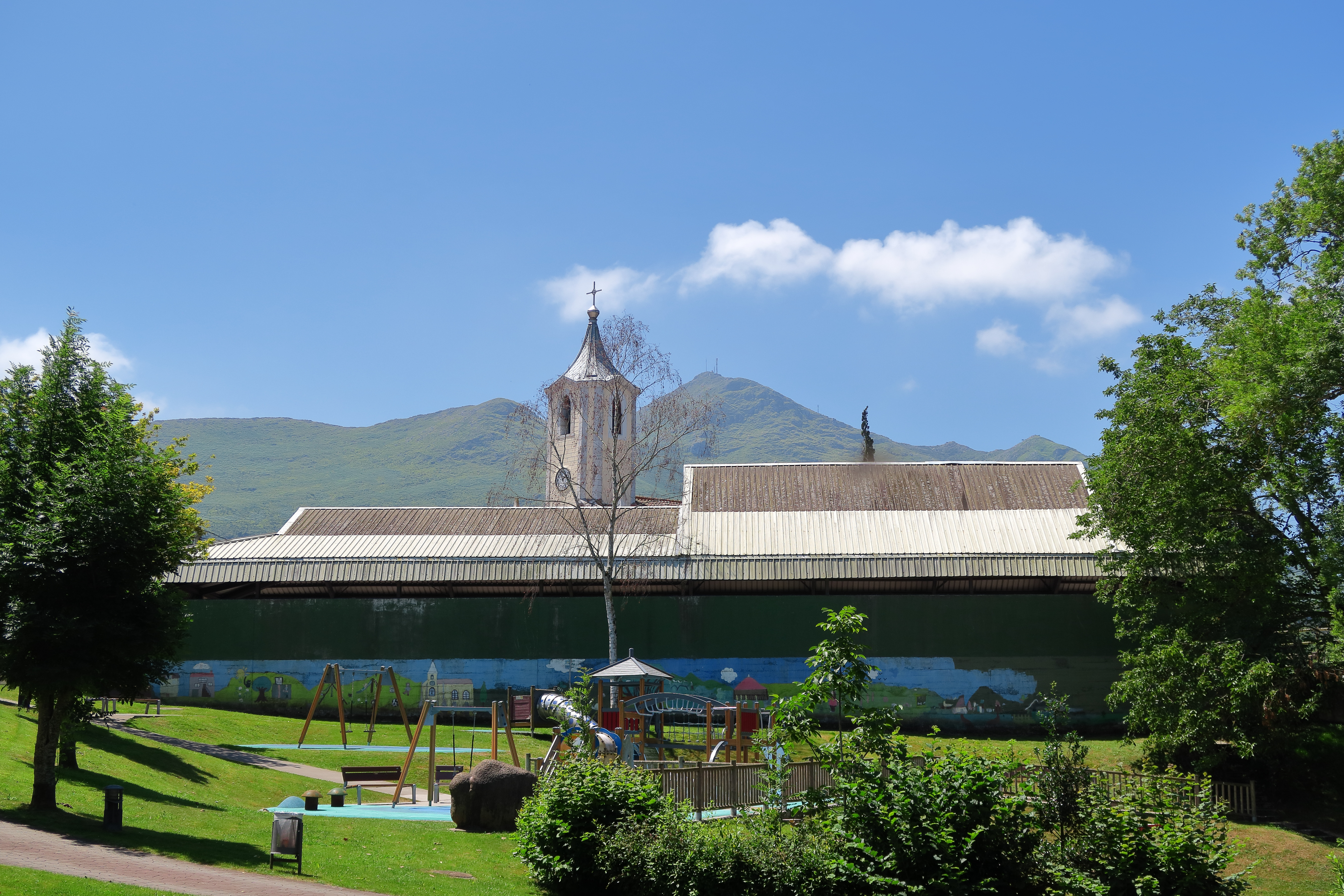
Pico Corona Cantiellu o de los Resquilones